# E-textile

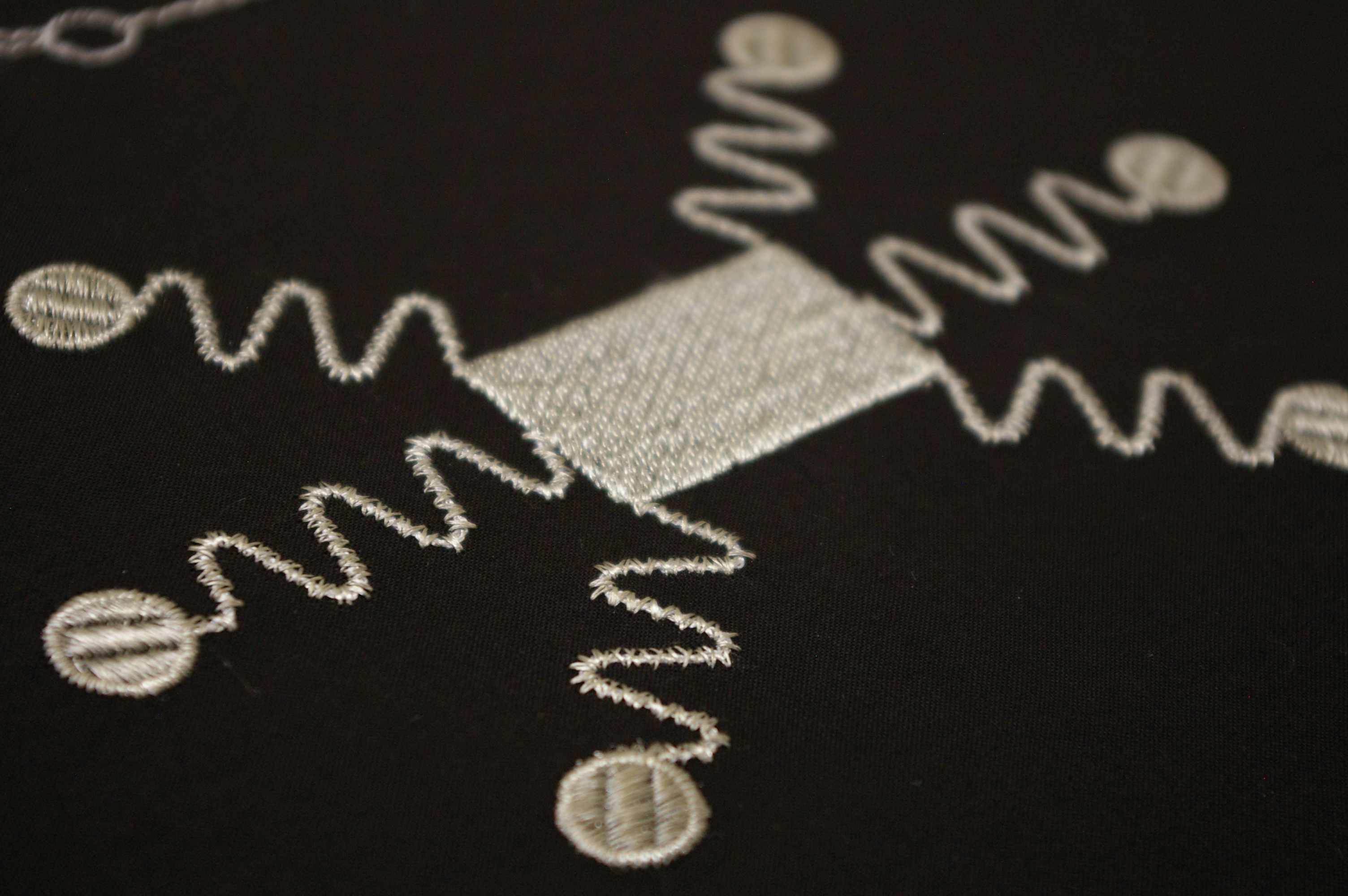
Capteur textile brodé dans le tissu

Les textiles électroniques, ou e-textiles, sont des textiles contenant des composants électroniques tels que des batteries, des capteurs, des lumières, des microcontrôleurs,. Ils sont souvent confondus avec les textiles intelligents, ou smart textiles, des tissus développés avec de nouvelles technologies et qui peuvent réagir à des stimuli externes, sans forcément contenir de l'électronique. Les e-textiles sont la sous catégorie des smart-textiles contenant de l'électronique .
Les e-textiles sont utilisés pour des projets voulant intégrer l'électronique aux technologies portables (wearable technologies en anglais), mais aussi pour des projets de design intérieurs.

## Historique
Les textiles électroniques nécessitent un apport en énergie et une structure conductrice d'énergie pour fonctionner. Les matériaux conducteurs adaptables aux structures textiles, comme des fils et des tissus conducteurs, existent depuis plus de 1 000 ans. Certains artisans enveloppaient par exemple des feuilles métalliques fines, le plus souvent en or et en argent, autour des fils de tissu il y a déjà des siècles. Plusieurs robes d’Élisabeth Ire d'Angleterre par exemple, sont brodés avec des fils enveloppés d'or.
Ce n'est cependant qu'à la fin du XIXe siècle, avec le développement et l’accoutumance du grand public aux appareils électriques, que les concepteurs et les ingénieurs ont commencé à combiner l'électronique avec les vêtements et les bijoux, en élaborant une série de colliers illuminés et motorisés, des chapeaux, des broches et des costumes,. Par exemple, à la fin des années 1800, les employées de la société Electric Girl Lighting Company portaient des robes de soirée parsemées de lumière pour fournir un divertissement lors des cocktails.
En 1968, le musée de l'artisanat contemporain (Museum of Contemporary Craft) à New York a organisé une exposition novatrice appelée Body Covering (‘’Recouvrement du corps’’) qui portait sur la relation entre la technologie et l'habillement. Le spectacle a présenté les combinaisons spatiales qui pouvaient gonfler et dégonfler, éclairer, chauffer et climatiser par elles-mêmes. On remarque particulièrement dans cette collection l'œuvre de Diana Dew, une designer qui a créé une ligne de mode électronique, avec des robes et ceintures de soirée électroluminescentes qui pouvaient émettre des sons, comme des sirènes d'alarme.
Au milieu des années 1990, une équipe de chercheurs du MIT dirigée par Steve Mann, Thad Starner et Sandy Pentland, a commencé à développer ce qu'ils ont appelé wearable computer (en) (ordinateur mettable). Ces dispositifs sont composés de matériels informatiques traditionnels attachés au et portés par le corps. En réponse aux défis techniques et sociétaux lancés par ces chercheurs, un autre groupe au MIT, composé de Maggie Orth et Rehmi Post, a commencé à explorer la façon dont ces dispositifs pourraient être plus gracieusement intégrés dans les vêtements et autres substrats souples. Parmi d’autres développements, cette équipe a exploré l'intégration de l'électronique numérique avec des tissus conducteurs et a développé une méthode pour broder les circuits électroniques.

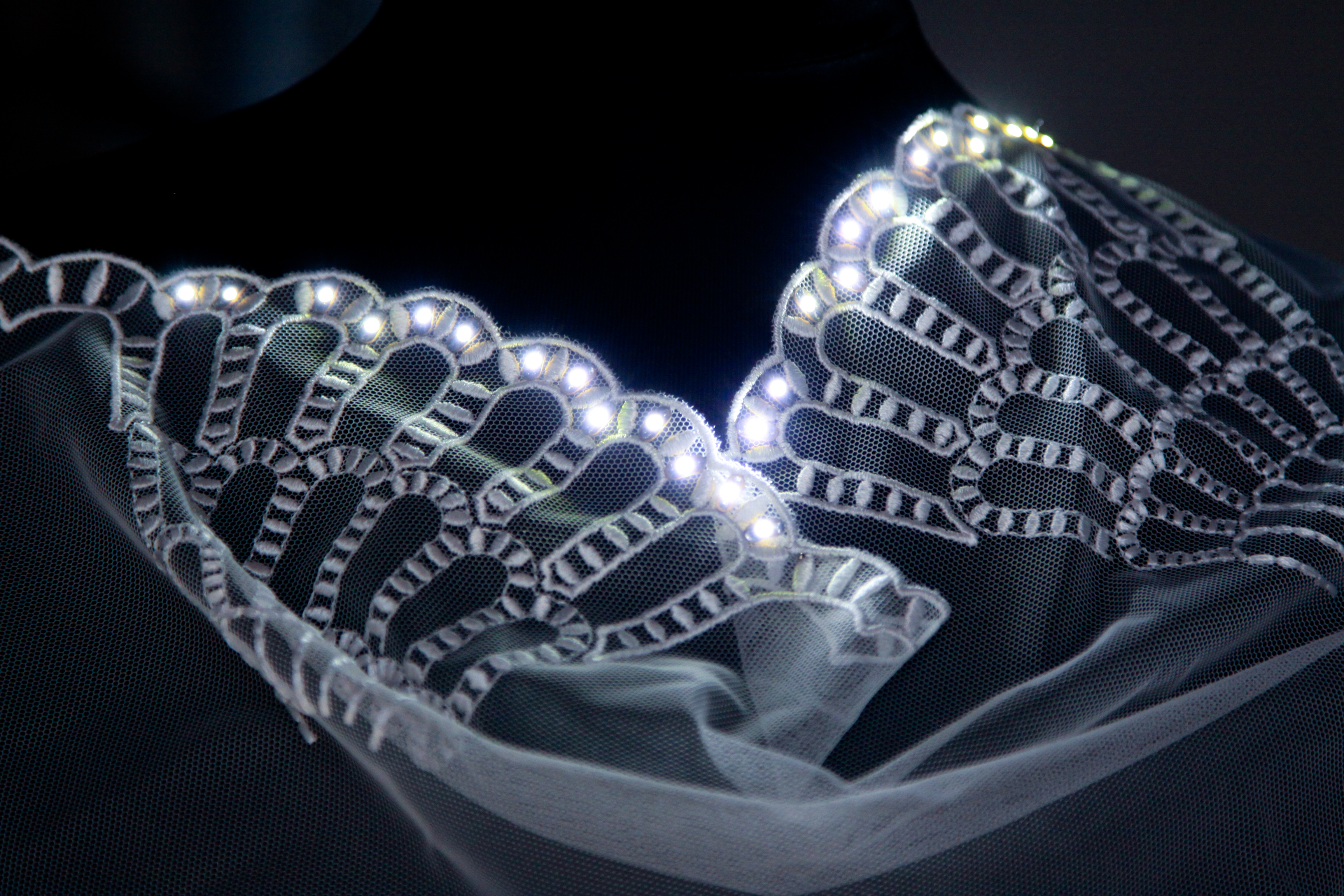
Broderie LED de Forster Rohner Textile Innovations

Les années 2000 ont vu les premiers succès des textiles intelligents et des e-textiles. L'essor spectaculaire des technologies transportables (téléphones, ordinateurs puis smartphones, tablettes) ouvre la voie à des objets de plus en plus portables et de plus en plus proches du corps (notamment les smart watches). Les vêtements intelligents deviennent un sujet d'intérêt de plus en plus connu du grand public et les innovations dans le domaine des e-textiles s'élargissent.

## Réferences
1. ↑  « Qu'est-ce qu'un textile électronique (e-textile)? - définition de techopedia - Informatique mobile 2023 », sur Icy Science, 2023 (consulté le 17 mai 2023)
2. ↑  (en-US) « Electronic Textile », sur Techopedia, 3 juillet 2013 (consulté le 17 mai 2023)
3. ↑  (en) « How Are E-Textiles & Smart Textiles Different? », sur www.iiotnewshub.com (consulté le 17 mai 2023)
4. ↑  « How Smart Is Your Shirt? | ASTM Standardization News », sur sn.astm.org (consulté le 17 mai 2023)
5. ↑  « E-Textiles | Tutorials - SparkFun Learn », sur learn.sparkfun.com (consulté le 17 mai 2023)
6. ↑  (en-US) ATA, « Smart textile and e-textile solutions for indoor environments », sur Fabric Architecture Magazine, 1er octobre 2020 (consulté le 17 mai 2023)
7. ↑  Harris, J., ed. Textiles, 5,000 years: an international history and illustrated survey. H.N. Abrams, New York, NY, USA, 1993.
8. ↑  Marvin, C. When Old Technologies Were New: Thinking About Electric Communication in the Late Nineteenth Century. Oxford University Press, USA, 1990.
9. ↑  Gere, C. et Rudoe, J. Jewellery in the Age of Queen Victoria: A Mirror to the World. British Museum Press, 2010
10. ↑  – Electric Girls, The New York Times, 26 avril 1884, consulté le 23 octobre 2013.
11. ↑  Smith, P. Body Covering. Museum of Contemporary Crafts, the American Craft Council, New York, NY, 1968
12. ↑  The Original Creators: Diana Dew, consulté le 23 octobre 2013.
13. ↑  Post, R., Orth, M., Russo, P., et Gershenfeld, N. E-broidery: design and fabrication of textile-based computing. IBM Systems Journal 39, 3-4 (2000), 840–860.
14. ↑  Smart fabrics and interactive textile enabling wearable personal applications: R&D state of the art and future challenges, 30th Annual International Conference of the IEEE Engineering in Medicine and Biology Society, 2008, Vancouver, British Columbia, Canada
15. ↑  Les vêtements du futur, C'est pas sorcier, 12 juillet 2011, consulté le 11 février 2014.